# Aramides saracura
Aramides saracura е вид птица от семейство Rallidae.

## Разпространение
Видът е разпространен в Аржентина, Бразилия и Парагвай.